# Thysanopoda obtusifrons
Thysanopoda obtusifrons är en kräftdjursart som beskrevs av Georg Ossian Sars 1883. Thysanopoda obtusifrons ingår i släktet Thysanopoda och familjen lysräkor. Inga underarter finns listade i Catalogue of Life.